# Electron

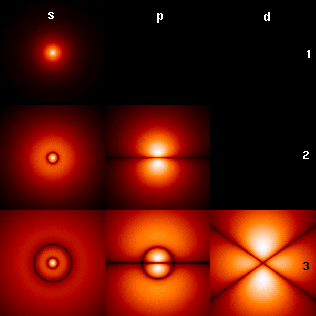
Orbitalii atomici ai atomului de hidrogen, aflați la diferite nivele de energie. Zonele mai luminoase sunt cele în care posibilitatea de a găsi un electron este maximă.

Electronul este o particulă subatomică fundamentală cu sarcină electrică negativă, fiind simbolizat e-. Este un tip de lepton de spin ½ care participă la interacțiunile electromagnetice, masa acestuia fiind de aproximativ 1/1836 din cea a protonului. Împreună cu nucleul atomic, electronii formează atomul. Interacțiunea lor cu nucleii adiacenți este principala cauză a legăturilor chimice, electronii de valență fiind cei care participă la formarea acestor legături.

## Istoric

### Antichitate
Numele de electron provine de la cuvântul grecesc chihlimbar, ήλεκτρον. Acest material a jucat un rol esențial în descoperirea fenomenelor electrice. Grecii antici știau, de exemplu, că dacă o bucată de chihlimbar este frecată cu o bucată de blană, provoacă o sarcină electrică pe suprafața acestuia, care apoi poate crea o scânteie când este adus aproape de un obiect legat la sol. Împreună cu fulgerele, acest fenomen este una dintre cele mai vechi experiențe înregistrate de omenire în domeniul energiei electrice. 

### Secolele XVII-XVIII
În textul său din 1600, De Magnete, omul de știință englez William Gilbert a inventat noul termen latin electricus, referindu-se la această proprietate de a atrage obiecte mici după ce a fost frecat. Atât electric, cât și electricitate, sunt derivate din latinul ēlectrum, care provine din cuvântul grecesc pentru chihlimbar, ἤλεκτρον (ēlektron)..
La începutul anilor 1700, Francis Hauksbee și chimistul francez Charles François du Fay au descoperit în mod independent ceea ce credeau că erau două tipuri de electricitate prin fricțiune - una generată de sticlă prin frecare, cealaltă din rășină prin frecare. Din aceasta, du Fay a susținut că electricitatea constă din două fluide electrice, vitreoase și rășinoase, care sunt separate prin frecare și care se neutralizează reciproc atunci când sunt combinate.  Omul de știință american Ebenezer Kinnersley mai târziu a ajuns, de asemenea, independent la aceeași concluzie. Un deceniu mai târziu, Benjamin Franklin a propus ca electricitatea să nu fie din diferite tipuri de lichid electric, ci dintr-un singur lichid electric care prezintă un exces (+) sau un deficit (-). El le-a dat numele modern de sarcini pozitive și negative respectiv. Franklin s-a gândit la transportul de sarcini ca fiind pozitiv, dar nu a identificat în mod corect care situație este un surplus al transportului de sarcini și care este un deficit.

### Secolul XIX
Între anii 1838 și 1851, filosoful natural britanic Richard Laming a dezvoltat ideea că un atom este compus dintr-un nucleu de materie înconjurat de particule subatomice care au încărcături electrice unitare. Începând cu anul 1846, fizicianul german William Weber a susținut că electricitatea este compusă din fluide încărcate pozitiv și negativ, iar interacțiunea lor este guvernată de legea inverselor pătratice. 
Fizicianul german Johann Wilhelm Hittorf a studiat conductivitatea electrică în gazele rare: în 1869, el a descoperit o strălucire emisă de catod care a crescut în intensitate cu scăderea presiunii gazului.
În 1876, fizicianul german Eugen Goldstein a arătat că razele de la această strălucire lasă o urmă și a numit razele ca fiind raze catodice. 
În anii 1870, chimistul și fizicianul englez Sir William Crookes a dezvoltat primul tub cu catod cu raze pentru în vid. Apoi a arătat că razele luminescente care apar în interiorul tubului transportă energia și se mută de la catod la anod. Mai mult, prin aplicarea unui câmp magnetic, el a reușit să deflecte razele, demonstrând astfel că fasciculul s-a comportat ca și cum ar fi încărcat negativ. În 1879, el a propus ca aceste proprietăți să poată fi explicate prin ceea ce el numea "materie radiantă". El a sugerat că aceasta este o a patra stare de materie, constând din molecule încărcate negativ care au fost proiectate cu viteză ridicată de la catod.
George Johnstone Stoney a sugerat existența unei "cantități singulare definite de energie electrică", sarcina unui ion monovalent. A fost capabil să estimeze valoarea acestei încărcări elementare e prin legile lui Faraday ale electrolizei. Totuși, Stoney credea că aceste sarcini sunt atașate permanent atomilor și nu puteau fi îndepărtate. 
În 1881, fizicianul german Hermann von Helmholtz a susținut că atât sarcinile pozitive cât și cele negative sunt divizate în părți elementare, fiecare dintre ele "se comportă ca atomi de energie electrică".
Stoney inițial a inventat termenul electrolion în 1881. Zece ani mai târziu, el a trecut la electron pentru a descrie aceste sarcini elementare, scriind în 1894: "... s-a făcut o estimare a valorii reale a celei mai remarcabile unități fundamentale de energie electrică, pentru care de atunci m-am aventurat să sugerez numele de electron ". 
Electronul poartă o sarcină electrică negativă și este considerată ca o unitate elementară (cuantă) de sarcină electrică a cărei valoare rezultă din legea electrolizei a lui Faraday.
Considerarea electronului drept particulă elementară purtătoare de sarcină electrică negativă a fost susținută de către fizicianul irlandez George Johnstone Stoney în 1874, care a inventat și termenul de electron în 1894.
În timpul anilor 1890, un număr de fizicieni afirmau că electricitatea poate fi concepută ca fiind formată din unități individuale, cărora li s-au dat diferite nume. Aceste unități individuale nu au fost confirmate.

### Descoperire experimentală
Fizicianul britanic născut în Germania, Arthur Schuster, a extins experimentele lui Crookes plasând plăci metalice paralele cu razele catodice și aplicând un potențial electric între plăci. Câmpul a deviat razele spre placa încărcată pozitiv, furnizând dovezi suplimentare că razele sunt încărcate negativ. Prin măsurarea cantității de deflexie pentru un anumit nivel de curent, în 1890 Schuster a putut să estimeze raportul sarcină-masă a componentelor razei. Dar aceasta a produs o valoare care a fost mai mult de o mie de ori mai mare decât era de așteptat, astfel încât calculele sale erau la fel de puțin creditate.
În 1892, Hendrik Lorentz a sugerat că masa acestor particule (electroni) ar putea fi o consecință a sarcinii lor electrice.
Descoperirea electronului ca fiind o particulă subatomică a fost făcută în 1897 de J.J. Thomson la Laboratorul Cavendish, la Universitatea Cambridge, în timp ce studia tuburile emițătoare de radiații catodice. Un tub generator de radiații catodice este un cilindru de sticlă etanș si vidat, în care doi electrozi sunt separați la o anumită distanță. Când este aplicată o diferență de potențial între electrozi, sunt generate radiații (raze) catodice ceea ce face ca tubul să strălucească. Prin acest experiment, Thomson a descoperit că radiațiile catodice pot fi deviate atât de un câmp electric, cât și de unul magnetic. El a dedus că aceste raze, care se credeau a fi unde, erau mai degrabă particule încărcate negativ, pe care le-a numit “corpusculi” (electroni). El le-a măsurat raportul masă-sarcină electrică și a descoperit că este de peste o mie de ori mai mic decât același raport în cazul unui ion de hidrogen, sugerând că fie erau foarte încărcați electric, fie aveau o masă foarte mică. Experimentele ulterioare ale altor oameni de știință au confirmat concluzia din urmă. Proporția masei sarcinii electrice a fost și la ei independentă de alegerea materialului catodului și a gazului din tubul cu vid. Aceasta l-a făcut pe Thomson să realizeze că ele sunt universale printre toate celelalte materiale.
În timpul studierii mineralelor fluorescente naturale în 1896, fizicianul francez Henri Becquerel a descoperit că au emis radiații fără expunere la o sursă externă de energie. Aceste materiale radioactive au devenit obiectul unui mare interes de către oamenii de știință, inclusiv fizicianul din Noua Zeelandă Ernest Rutherford, care a descoperit că au emis particule. El a desemnat aceste particule alfa și beta, pe baza capacității lor de a penetra materia. În 1900, Becquerel a arătat că razele beta emise de radiații ar putea fi deflectate de un câmp electric și că raportul lor masă-sarcină este același ca și în cazul razelor catodice. Această dovadă a întărit opinia că electronii există sub formă de componente ale atomilor.
O propunere de schimbare la electrion din 1906 a eșuat, deoarece Hendrik Lorentz a preferat să păstreze electronul. Cuvântul electron este o combinație a cuvintelor electric și ion. Sufixul -on care este folosit acum pentru a desemna alte particule subatomice, cum ar fi un proton sau un neutron, este la rândul său derivat din electron.
La începutul secolului al XX-lea s-a constatat că, în anumite condiții, o particulă încărcată care se mișcă rapid a provocat o condensare a vaporilor de apă suprasaturați de-a lungul căii sale. În 1911, Charles Wilson a folosit acest principiu pentru a-și construi camera cu ceață, pentru a putea fotografia urmele particulelor încărcate, cum ar fi electronii care se mișcă rapid.
Sarcina electronilor a fost măsurată mai atent de fizicienii americani Robert Millikan și Harvey Fletcher în experimentul lor cu picătura de petrol din 1909, rezultatele fiind publicate în 1911. Acest experiment a folosit un câmp electric pentru a preveni căderea unei picături de petrol încărcate ca rezultat al gravitației. Acest dispozitiv ar putea măsura sarcina electrică de la 1-150 ioni, cu o marjă de eroare mai mică de 0,3%. 
Sarcina electronului a fost atent măsurată de R. A. Millikan cu eroare de 1% în experimentul lui numit picătura de ulei în 1909, rezultatele fiind publicate în 1911. Acest experiment a folosit un câmp electric pentru a preveni căderea unei picături de petrol încărcate ca rezultat al gravitației. Acest dispozitiv ar putea măsura sarcina electrică de la 1-150 ioni, cu o marjă de eroare mai mică de 0,3%. 
În 1911 Abram Ioffe, care a obținut în mod independent același rezultat ca Millikan folosind microparticule încărcate de metale, publicând rezultatele în 1913. Cu toate acestea, picăturile de ulei au fost mai stabile decât picăturile de apă din cauza ratei mai scăzute de evaporare și, prin urmare, mai potrivite pentru experimentarea precisă pe perioade mai lungi de timp.

## Tabelul periodic al elementelor
Legea periodicității afirmă că proprietățile chimice ale elementelor se repetă periodic și este fundamentul tabelului periodic al elementelor. Legea în sine a fost explicată inițial de masa atomică a elementului. Deși tabelul periodic al elementelor prezintă și câteva anomalii, s-au făcut eforturi pentru a le explica cât mai bine. În 1913, Henry Moseley a introdus conceptul numărului atomic și a explicat legea periodicității din perspectiva numărului de protoni al fiecărui element. În același an, Niels Bohr a demonstrat că electronii sunt de fapt cei care stau la baza tabelului. În 1916, Gilbert Newton Lewis a explicat reacția chimică a elementelor prin interacțiuni electronice.

## Structură și proprietăți
Existența momentelor de spin la electron e corelată cu modelele de structură geometrică ale acestuia (raza electronului). Aceasta e o chestiune nebanală care nu e decisă până în prezent. Unele modele care admit electronul ca punctiform (rază nulă) presupun că momentele de spin se datorează conceptului de Zitterbewegung generat prin transformarea Foldy-Wuithuisen. 
Modelul structural proton electron al neutronului necesită existența unei forțe atractive care să contracareze paradoxul Klein rezultat pe baza relației de nedeterminare.

## Electronul solvatat
Este relativ stabil în solvenți ca amoniac ca săruri ale metalelor alcaline, dar și în soluții apoase alcaline.

## Clasificare
Electronul face parte din clasa particulelor subatomice numite leptoni, despre care se crede că sunt particule fundamentale. Raza clasică a electronului poate fi calculată din considerente relativiste.
Ca aproape toate particulele, electronii se pot comporta ca niște unde. Acest lucru este numit dualismul particule-unde, cunoscut mai mult sub numele de complementaritate propus de Niels Bohr, și poate fi demonstrat prin experimentul fantei duble.
Antiparticula electronului este pozitronul, care este o particulă cu sarcină electrică pozitivă. Cel care a descoperit pozitronul, Carl D. Anderson, a propus ca electronii standard să fie numiți negatroni, și să se folosească termenul generic de electron pentru a descrie atât varianta cu sarcină pozitivă, cât și cea negativă. Astăzi, această utilizare este rar întâlnită.